# Mechtild Rössler
Pour les articles homonymes, voir Rössler.
Mechtild Rössler, née le 11 juin 1959, est une géographe allemande. Elle est directrice du Centre du patrimoine mondial de l'UNESCO, à Paris, de 2015 à 2021.

## Biographie
Mechtild Rössler étudie la géographie culturelle à l'Université Albert Ludwig de Fribourg et obtient son doctorat en 1988 à l'Université de Hambourg sur le thème "Science et espace de vie", recherche géographique sur l'Est sous le national-socialisme : une contribution à l'histoire de la discipline de la géographie. En 1989, elle commence sa carrière au CNRS, au Centre de recherche de la Cité des Sciences et de l'Industrie à Paris. Elle poursuit avec un séjour de recherche sur la géographie, l’analyse spatiale et l’aménagement du territoire à la Faculté de géographie de l'Université de Californie à Berkeley,.

En 1991, elle rejoint la division des sciences écologiques de l’UNESCO à Paris puis le Centre du patrimoine mondial de l’UNESCO nouvellement créé. Après avoir travaillé sur divers programmes au sein de l'UNESCO, elle devient directrice du Centre du patrimoine mondial en 2015, succédant à Kishore Rao,. Elle prend sa retraite le 30 septembre 2021, et Lazare Eloundou Assomo lui succède en décembre. 

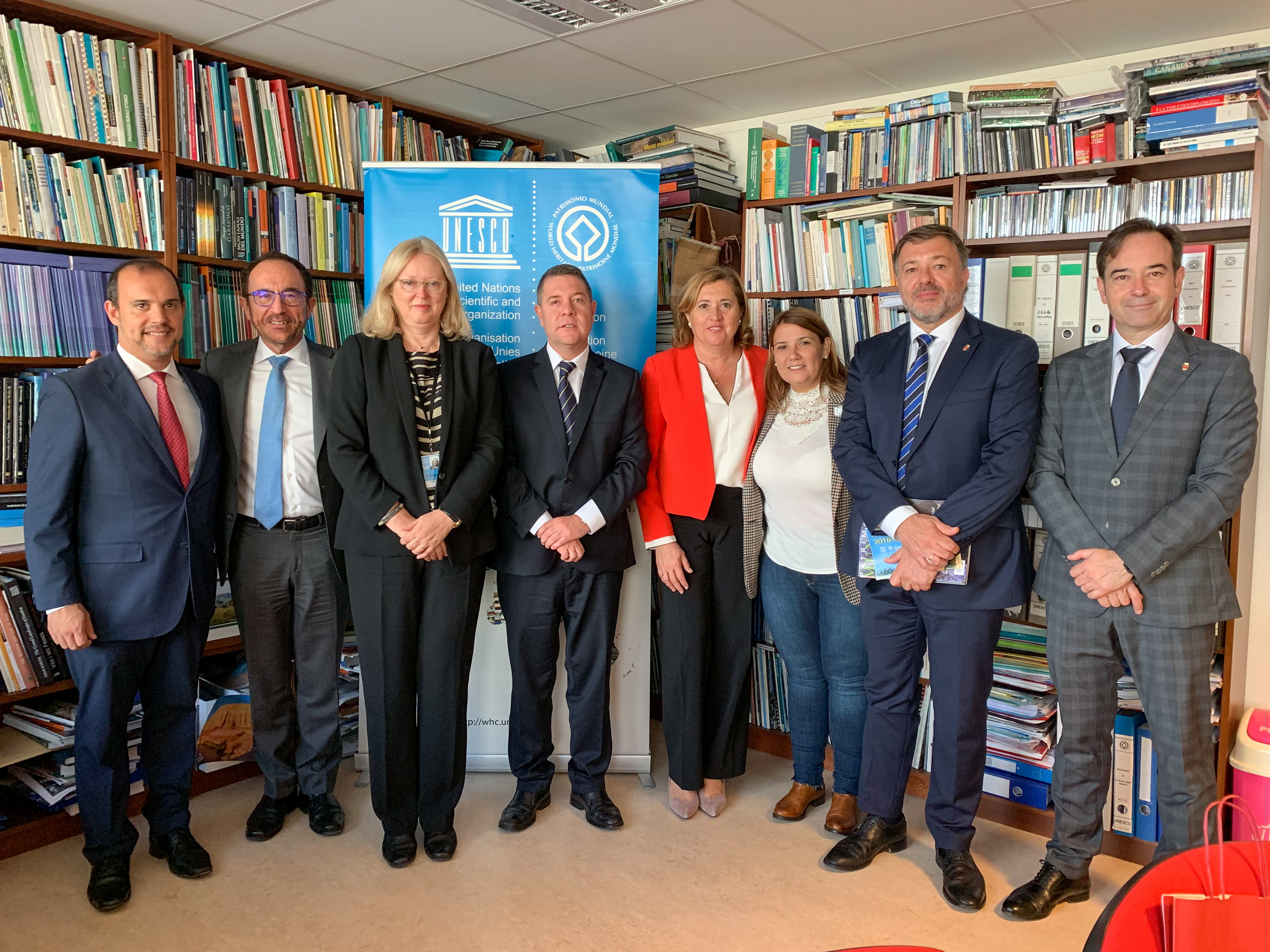
Mechtild Rössler lors d'une réunion avec plusieurs personnalités de l'UNESCO et des politiques espagnols (Emiliano García-Page)

Elle est l'autrice de plus de 100 articles spécialisés et de 13 livres.
En 2022, elle reçoit la médaille d'or de la Society of Woman Geographers pour son « influence déterminante sur le patrimoine mondial de l'UNESCO au cours de ses 30 années passées au sein de différentes divisions de l'UNESCO ».

## Principales publications
- (de) Mechtild Rössler, "Wissenschaft und Lebensraum“, geographische Ostforschung im Nationalsozialismus: ein Beitrag zur Disziplingeschichte der Geographie, Dissertation, Hamburg, 1988
- (en) Mechtild Rössler, Christina Cameron, Many voices, one vision: the early history of the World Heritage Convention, 2013 (ISBN 9781138248083)